# ريتشارد هاك
ريتشارد هاك (بالإنجليزية: Richard Hack)‏ هو كاتب للأطفال وكاتب سيناريو وكاتب أمريكي، ولد في 20 مارس 1951.

## وصلات خارجية
- ريتشارد هاك على موقع IMDb (الإنجليزية)
- ريتشارد هاك على موقع ميوزك برينز (الإنجليزية)
- ريتشارد هاك على موقع ديسكوغز (الإنجليزية)
- ريتشارد هاك على موقع قاعدة بيانات الفيلم (الإنجليزية)